# ジェーン・ディー・ハル
ジェーン・ディー・ハル（Jane Dee Hull、旧姓 バウアーソック(Bowersock)、1935年8月8日 - 2020年4月16日）は、アメリカ合衆国の政治家・教育者である。1997年、ファイフ・サイミントンの辞任に伴い州務長官から第20代アリゾナ州知事に昇格した。1998年の州知事選挙に当選し、2003年まで務めた。同州の女性知事はローズ・モフォードに次いで2人目であり、選挙戦を通った女性知事は初だった。ハルは共和党に所属していた。

## 若年期と政治家になるまでのキャリア
ハルは1935年8月8日にミズーリ州カンザスシティでジェーン・ディー・バウアーソック(Jane Dee Bowersock)として生まれた。父のジャスティン・バウアーソックは『カンザスシティ・スター』紙の編集者だった。カンザス大学で教育学を専攻した。
1954年にテリー・ハル(Terry Hull)と結婚した。2人はカンザス州に住み、夫が産科医になるための勉強をしている間、ジェーンは小学校の教師をしていた。1962年、一家はアリゾナ州のナバホ・ネイションに移り住み、ジェーンは4人の子供を育てながら、英語の教師をしていた。1964年にフェニックスに移り住んだ。
バリー・ゴールドウォーターの演説を聞いたことで政治に関心を持ち、1964年の大統領選挙で共和党の候補となったゴールドウォーターの選挙戦にボランティアとして参加し、共和党の女性グループと関わるようになった。

## 州下院議員
1978年、共和党からアリゾナ州下院議員選挙に出馬し、当選して政治家となった。下院議員を7期務め、そのうち2期は下院議長を務めた。女性の州議会議長は同州で初だった。議長在任中の1991年、世界カイロプラクティック同盟による大規模な政治スキャンダルである"AzScam"事件が発生し、同州の上下両院の議員10名が辞任または解任に追い込まれた。ハルは州議会に対する住民からの信頼回復のため、様々な倫理改革を行った。
政治家の問題に対する姿勢を記録する非営利・無党派の組織である「オン・ザ・イシューズ」は、ハルは中道的な共和党穏健派であったとみなしている。ハルの行動は財政保守主義的で社会的に穏健であるとみなされている。

## アリゾナ州知事

### 第1期（1997-1999年）

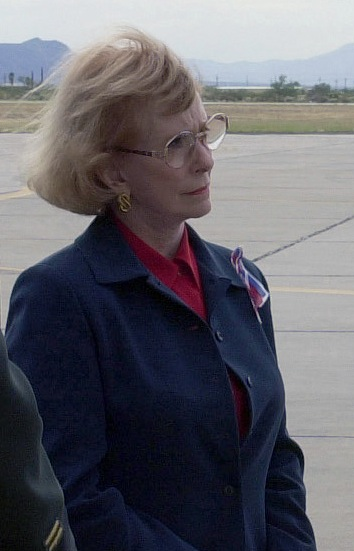
空軍州兵の基地を視察するハル知事

1994年、ハルはアリゾナ州州務長官に選出された。共和党員がこの職に就くのは60年ぶりだった。
1997年9月5日、ファイフ・サイミントン知事が銀行詐欺などの罪で有罪判決を受けたことにより辞任し、州務長官のハルが州知事に昇格した。州知事の就任宣誓は、元アリゾナ州議会議員でもあるサンドラ・デイ・オコナー連邦最高裁判事に対して行われた。

### 1998年州知事選挙
1998年、初の州知事選挙を迎え、ハルは前フェニックス市長のポール・ジョンソンを抑え、61パーセントの得票を得て当選した。この選挙で選出された州行政府のトップ5人は全て女性となった。これはアメリカ史上初のことだった。
| 政党 | 政党           | 立候補者                         | 投票数  | %     | ± |
| ---- | -------------- | -------------------------------- | ------- | ----- | - |
|      | 共和党         | ジェーン・ディー・ハル（現職）   | 620,188 | 60.95 |   |
|      | 民主党         | ポール・ジョンソン               | 361,552 | 35.53 |   |
|      | リバタリアン党 | キャサリン・"キャット"・ガラント | 27,150  | 2.67  |   |

### 第2期（1999-2003年）
ハルの知事在任中、同州選出の上院議員であるジョン・マケインとの関係が悪化していた。2000年の大統領選挙の共和党予備選挙において、ハルはマケインの対立候補であるテキサス州知事のジョージ・W・ブッシュを支持した。
ハルが署名した法案は、2000年の代替燃料騒動の原因となった。これは、プロパンガスや天然ガスなどの代替燃料で走れるように改造すれば、新車を最大60パーセント引きの価格で購入できるというプログラムを導入する法律だった。しかし、このプログラムの対象となる購入者の数に適切な上限が設けられず、また、購入者に代替燃料の使用を義務付けることもなかった。このプログラムの導入には1千万ドルの費用がかかると試算されていたが、実際には2億ドルもの支出があり、後に法律が改正された。

## 州知事退任後
州憲法の規定により知事は2期までしか務められないため、2期目の任期満了となる2003年1月6日に州知事を退任した。退任時、「人々がただ、私のことを真面目な人だったと覚えてくれればそれで良い」と語った。後任には民主党のジャネット・ナポリターノが就任した。その後、ナポリターノの辞任に伴いジャン・ブリュワーが州務長官から州知事に昇格しており、アメリカ史上初めて3人連続で女性が同一州の州知事となった。
2004年、国際連合総会に出席するため3か月間ニューヨークに滞在した。
2016年9月15日にローズ・モフォード元アリゾナ州知事が死去したことにより、同州の存命の州知事・州務長官経験者の中で最高齢となった。
2020年4月16日、夫が未明に亡くなった同日にハルも死去した。
アリゾナ州チャンドラーには、ハルの名を冠した小学校がある。